# Henri de Daillon

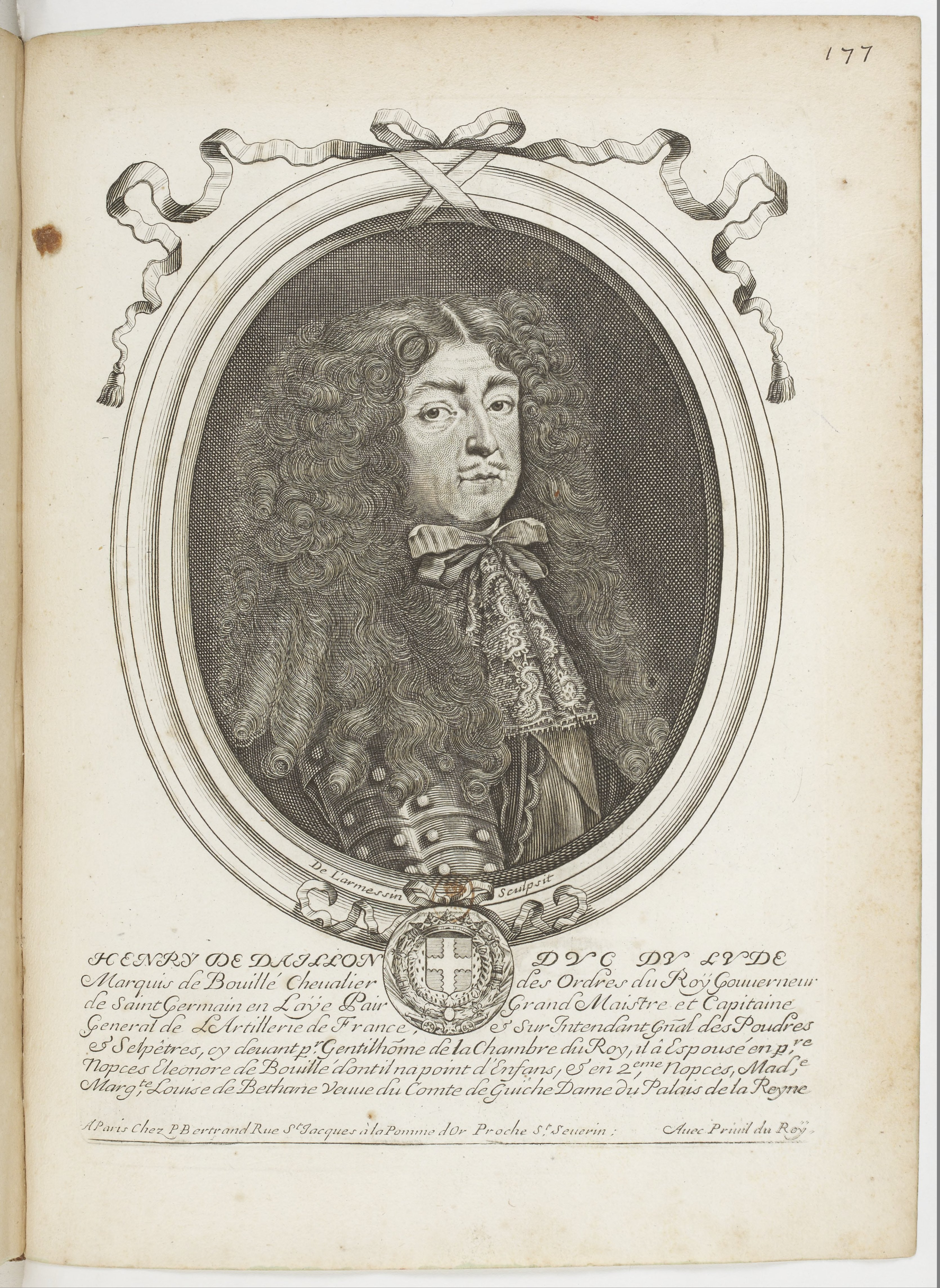
Nicolas II de Larmessin, Porträt von Henri de Daillon, 1690

Henri de Daillon (* um 1622; † 29./30. August 1685 in Paris) aus dem Haus Daillon war ein französischer Hochadliger und Militär.
Er war 5. Comte du Luse, 1. Duc du Lude, Pair de France, Marquis d’Illiers et de Bouillé, Baron de Briançon, Seigneur de Pontgibaud, Großmeister der Artillerie von Frankreich, Premier Gentilhomme de la Chambre du Roi und Lieutenant-général.

## Leben
Henri de Daillon war der Sohn von Timoléon de Daillon, 4. Comte du Lude, und Marie Feydeau. Zunächst war er unter dem Namen Comte du Lude bekannt. Er heiratete 1644 Renée Éléonore de Bouillé, Comtesse de Créance (* 1632; † 22. Januar 1681), einzige Tochter von René, Marquis de Bouillé au Maine, und Jacqueline de La Guiche. Die Ehe blieb kinderlos.
Am 4. Dezember 1653 wurde er Premier Gentilhomme de la Chambre du Roi. Am 20. März 1655 vertrat er den Großkammerherr von Frankreich beim vom König abgehaltenen Lit de justice. Am 26. April 1662 wurde er Gouverneur der Schlösser Saint-Germain-en-Laye und Versailles. Am 31. Dezember 1661 wurde zum Ritter im Orden vom Heiligen Geist ernannt.
Während des Devolutionskrieges (1667/68) nahm  er an der Einnahme der Städte Tournai (Juni), Douai (Juni/Juli) und Lille (August) teil. Am 30. März 1668 wurde er zum Maréchal de camp befördert.
Im Juli 1669 leistete er seinen Eid als Großmeister und Generalkapitän der französischen Artillerie, am 23. Juli 1669 gab er das Amt des Premier Gentilhomme an Léon Potier ab. Am 24. Juli 1670 wurde er zum Lieutenant-général des Armées du Roi befördert. Anlässlich der Gründung des Régiment des Fusiliers du Roi (1693 in Régiment Royal-Artillerie umbenannt) am 4. Februar 1671 wurde er zum Colonel-lieutenant dieses Korps ernannt. 
Im Holländischen Krieg (1672–1678) begleitete er Ludwig XIV. 1672 auf den Feldzug in die Niederlande. Er nahm an der Belagerung von Maastricht (Juni 1673) und der Belagerung von Besançon (April/Mai 1674), erhielt am 30. Mai 1674 bei der Belagerung von Dole einen Musketenschuss in seinen Hut, und nahm an der Belagerung von Limbourg teil. Am 31. Juli 1675 wurde er vom König zum Duc du Lude und Pair de France ernannt. Zuletzt diente er als Lieutenant-général bei der Einnahme von Cambrai im Jahr 1677 und Gent im Jahr 1678. 
Am 6. Februar 1681 heiratete er in zweiter Ehe Marguerite-Louise Suzanne de Béthune (* um 1642/43; † 25. Januar 1726), Tochter von Maximilien François de Béthune, Duc de Sully, und Charlotte Séguier, Witwe vom Armand de Gramont, Comte de Guiche († 1673). Auch diese Ehe blieb kinderlos.
Am 28. August 1684 wurde er bei der Gründung des Régiment des Bombardiers zu dessen Colonel ernannt.
Henri de Daillaon, Duc du Lude,  starb in Paris im Hôtel de l‘Arsenal in der Nacht vom 29. auf den 30. August 1685. Er wurde in Illiers bestattet.
Er hinterließ als Erben seinen Neffen Antoine-Gaston de Roquelaure (1656–1738), den Marschall von Frankreich und Duc de Roquelaure, Sohn seiner Schwester Charlotte-Marie de Daillon,.